# Temple d'Athéna Nikè

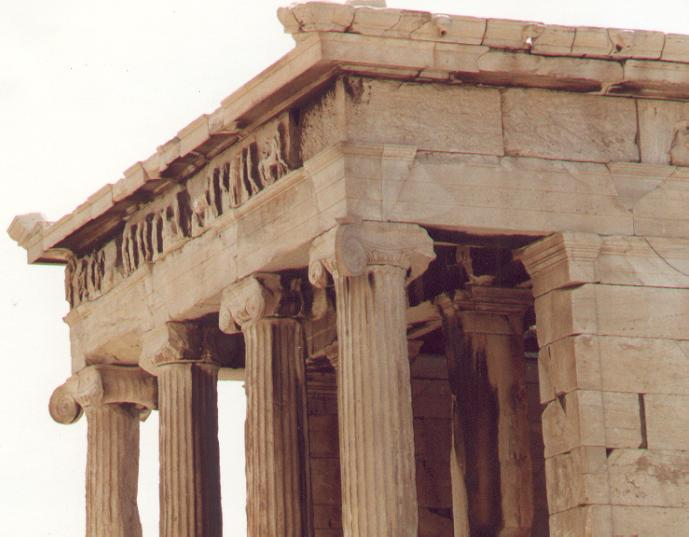
Frise, colonnes ioniques,
avant la reconstruction de 2010

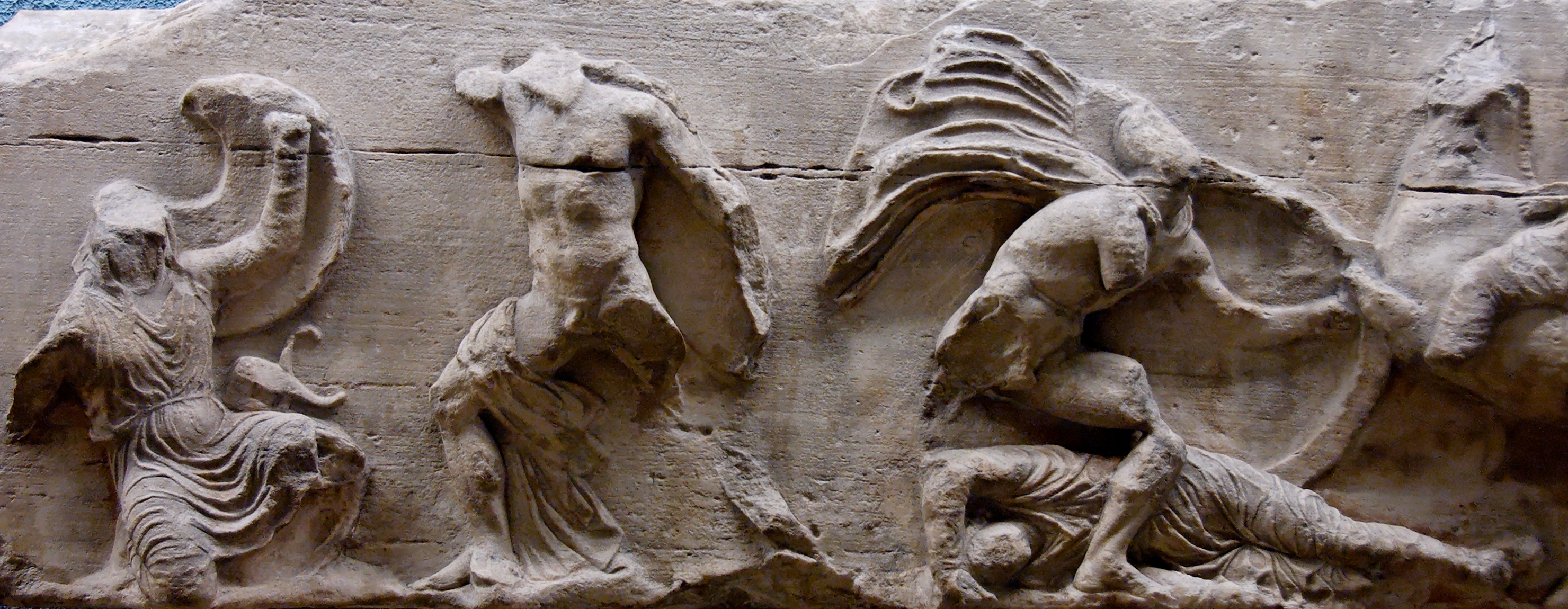
Frise du temple d'Athéna Nikè

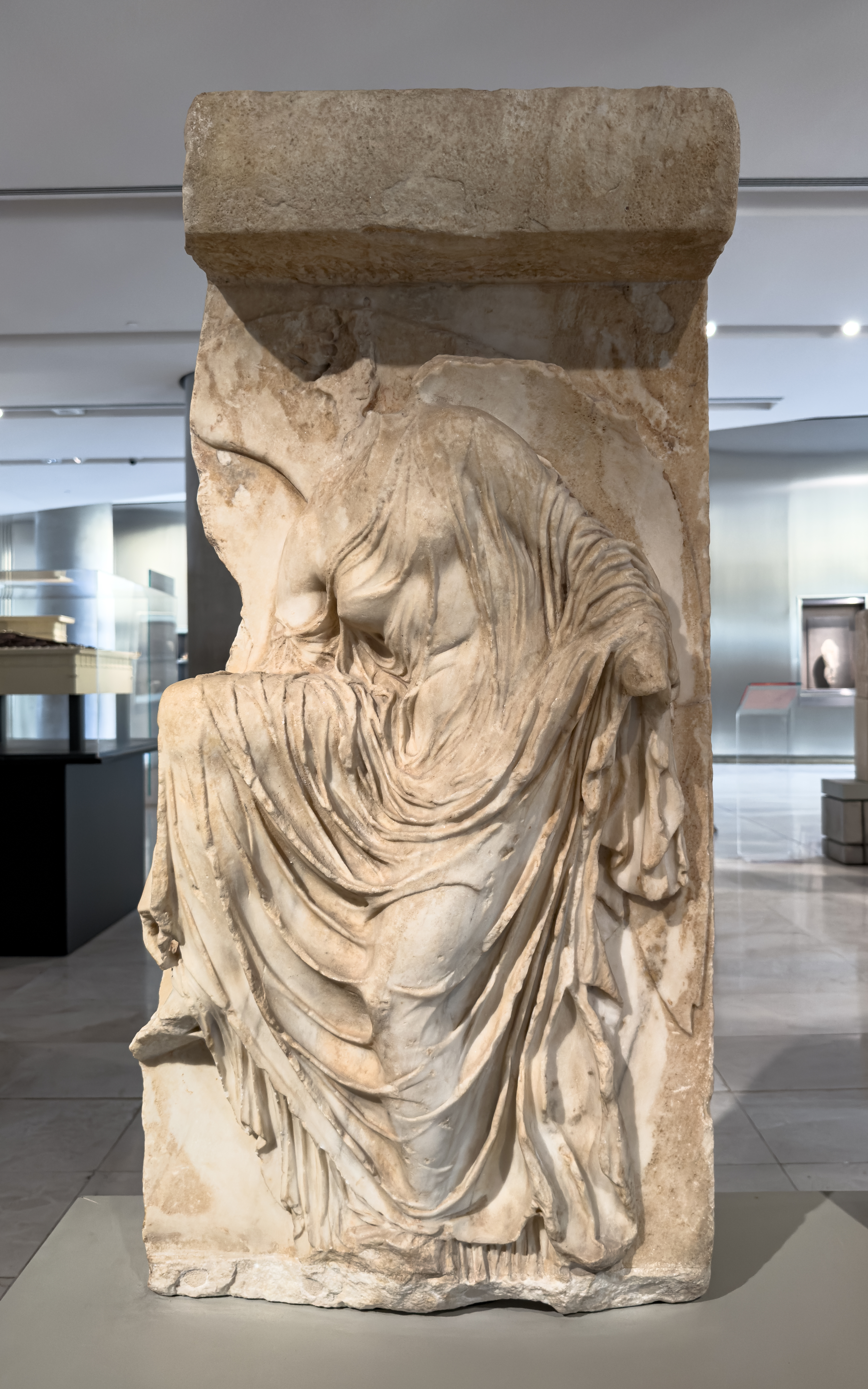
Nikè à la sandale. Une des plaques de la bande sculptée qui entourait le temple d'Athéna Nikè sur trois côtés : elle était située sur le côté Sud. Une Nikè est représentée penchée vers l'avant, peut-être pour dénouer sa sandale et marcher pieds nus vers l'autel qui devait être représenté devant elle, mais qui est perdu. Vers 420-410 av. J.-C., musée de l'Acropole.

Le temple d'Athéna Nikè fut érigé au Ve siècle av. J.-C. sur l'Acropole d'Athènes, en l'honneur de la déesse de la victoire, Athéna Victorieuse (Ἀθηνᾶ Νίκη) : Nikè signifie littéralement « victoire » en grec ancien.
Ce premier temple ionique de l'Acropole occupait une position de choix sur un promontoire fortifié dans le coin sud-ouest, sur la droite des Propylées. Les citoyens y vénéraient la déesse sous cette forme dans l'espoir d'obtenir la victoire dans leur longue guerre, tant terrestre que maritime, contre Sparte et ses alliés. Le temple d'Athéna Nikè exprimait l'aspiration d'Athènes à devenir la principale cité-État grecque.

## Description

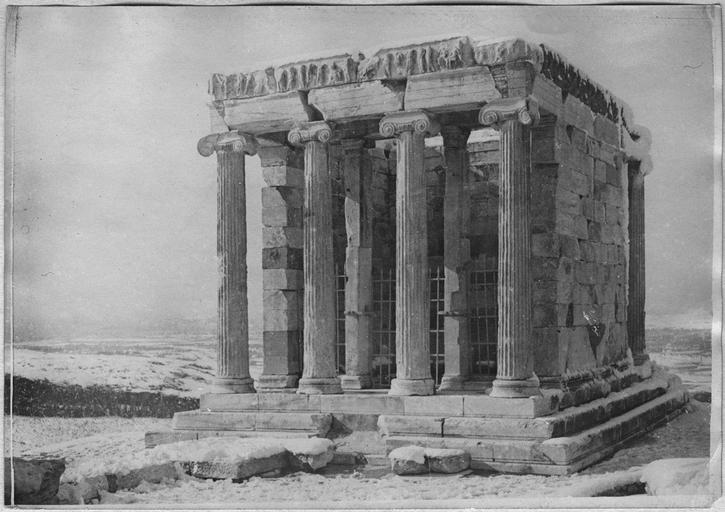
En octobre 1917.

Le temple se situe au sein du sanctuaire d'Athéna Nikè, en haut d'un bastion, sur les flancs sud de la rampe d'accès à l'Acropole d'Athènes. Contrairement à l'Acropole, entourée de murailles, le sanctuaire d'Athéna Nikè était ouvert et on y accédait depuis l'aile sud-ouest des  Propylées et par un escalier étroit au nord. Les murailles du bastion étaient protégées sur la face nord, ouest et sud par un parapet dont les frises célébraient la victoire et les sacrifices offerts à la déesse Athéna.
Le temple d'Athéna Nikè a été construit à partir de 432 av. J.-C. et inauguré en 421, après la paix de Nicias, d'après les plans de l'architecte Callicrate (mentionné par une inscription antique sur une stèle aujourd'hui au musée de l'Acropole). Ce petit temple est d'ordre ionique, tétrastyle (à quatre colonnes) et amphiprostyle (il comporte une colonnade à l'avant et une autre à l'arrière).
Le bâtiment a été érigé sur les vestiges d'un temple d'Athéna du VIe siècle av. J.-C., détruit par les Perses en 480. Le rapport entre la hauteur et le diamètre des colonnes est de 7:1. Il a été construit en marbre pentélique, en plusieurs étapes.
L'ordre utilisé (ionique), permet un grand déploiement d'éléments décoratifs, qui font du temple l'un des monuments les plus richement ornés de l'Acropole. Le décor sculpté a été attribué à l'atelier d'Agoracritos, élève et suiveur de Phidias, et grande figure du style « maniériste » et sensuel de la fin du Ve siècle av. J.-C. La frise de l'entablement montre, au nord, une bataille de cavalerie et, au sud, la victoire décisive sur les Perses à la bataille de Platées. Elle représente, à l'est, une assemblée des dieux : Athéna, Zeus et Poséidon, mais aussi Aphrodite, Éros, Déméter et Perséphone. Les frontons sculptés ont une iconographie moins claire, en raison de leur état largement fragmentaire : le fronton oriental représentait peut-être une Gigantomachie, tandis que le fronton occidental évoquait une Amazonomachie.

## La «Victoire aptère»
Une statue de Nikè (la Victoire) se dressait dans la cella ou naos, et constituait la statue de culte (xoanon) du sanctuaire. Nikè était à l'origine la déesse Victoire ailée, comme l'est la Victoire de Samothrace. La légende, rapportée par Pausanias au IIe siècle apr. J.-C., veut que les Athéniens aient privé d'ailes la statue d'Athéna Niké (Nikè apteros : la Victoire aptère, c'est-à-dire sans ailes), afin qu'elle ne puisse jamais quitter la cité. Le périégète Héliodoros (IIe siècle av. J.-C.) décrit la statue de culte comme une Athéna tenant un casque dans la main gauche, et une grenade dans la main droite, évoquant ainsi à la fois les vertus guerrières et pacificatrices.

## Le parapet sculpté
Vers 410 av. J.-C., le sanctuaire est entouré d'un parapet de marbre destiné à protéger les trois côtés donnant sur le vide du promontoire. Sans doute couronnées de grilles métalliques (comme l'indiquent les mortaises visibles en partie supérieure), les plaques du parapet reçoivent un abondant décor sculpté sur leurs faces externes, réalisé par l'atelier d'Agoracritos. Une grande partie de ces bas-reliefs sont aujourd'hui perdus, mais plusieurs éléments (rassemblés au musée de l'Acropole) permettent d'en restituer le programme iconographique : la frise évoque un cortège de petites Nikè, assistant la déesse Athéna et préparant un sacrifice. Certains détails, comme la célèbre Nikè attachant sa sandale, figurent parmi les exemples les plus célèbres et les plus représentatifs de la sculpture de la fin du Ve siècle athénien.

## Démontages et reconstitutions
Le temple a été entièrement démonté à la fin du XVIIe siècle, lorsque les Ottomans ont réutilisé ses éléments pour renforcer un rempart médiéval, entre le bastion de ce temple et le piédestal d'Agrippa. Les architectes Christian Hansen et Eduard Schaubert, dans les années 1830, ont pu retrouver des éléments épars et reconstituer le temple en 1836. Il a de nouveau été démonté et reconstitué en 2010, d'une manière plus scientifique, mais de nombreux éléments manquants ont dû être recréés.

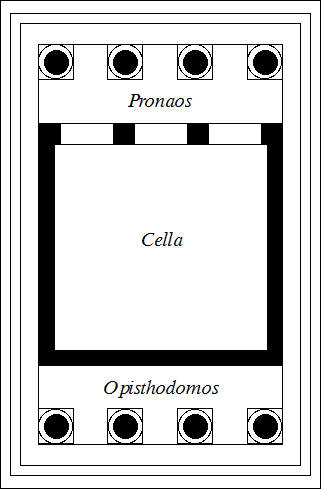
Plan du temple
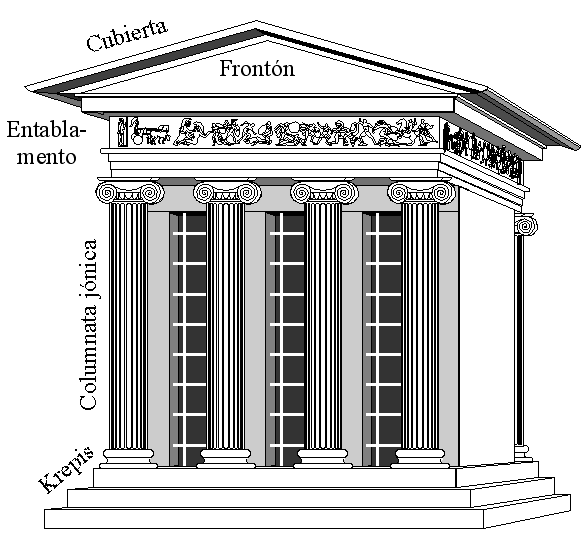
Reconstruction théorique du temple